# Касима Синдэн Дзикисинкагэ-рю
Касима Синдэн Дзикисинкагэ-рю (яп. 鹿島神傳直心影流, «божественно переданное, честное отражение сердца школы Касима»), также именуемая просто Дзикисинкагэ-рю (яп. 直心影流) или Касима Синдэн — школа кэндзюцу, классическое боевое искусство Японии, основанное в 1570-х годах мастером по имени Мацумото Бидзэн-но-ками Таокацу. Касима Синдэн Дзикисинкагэ-рю, основанная в середине XVI века, является одной из немногих древних японских школ боевых искусств, дошедших до XXI века и всё ещё существующих на сегодняшний день.

## История
Школа Касима Синдэн Дзикисинкагэ-рю была создана в 1570-х годах (поздний период Муромати) мастером по имени Мацумото (Сугимото) Бидзэн-но-ками Таокацу (яп. 松本 備前守 尚勝, 1467—1524) в храме Касима. В качестве основы для своего стиля Мацумото использовал знания таких школ, как Синкагэ-рю и Айдзу Кагэ-рю.
Айдзу Кагэ-рю была основана самураем Айдзу Ико приблизительно в 1490 году. Он совершенствовал своё искусство, путешествуя по всей Японии. Позже знания этой школы перенял Камиидзуми Исэ-но-ками Нобуцуна, который, развив свои навыки фехтовальщика, основал собственную школу — Синкагэ-рю. Мацумото Бидзэн-но-ками, практиковавший Дзикисинкагэ-рю, что в переводе означает «новейшая школа древней тени», был известным мастером этого стиля кэндзюцу. На основе своих знаний он создал собственную школу, которая изначально называлась Касима Син-рю, а затем уже получила имя Касима Синдэн Дзикисинкагэ-рю.
В XIX веке Дзикисинкагэ-рю являлась одной из самых популярных школ кэндзюцу в восточной Японии, особенно в области Эдо. 14-й сокэ, Кэнкити Сакакибара (яп. 榊原鍵吉, 1829—1894), был одним из самых известных фехтовальщиков своего времени, и служил личным телохранителем сёгуна.

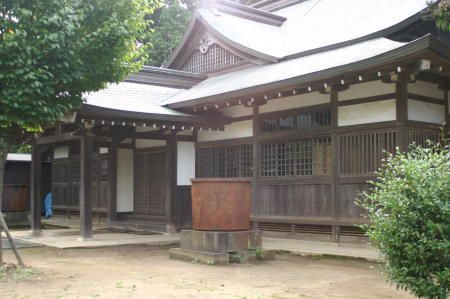
Додзё Касима Синдэн, Касима, Ибараки

Сакакибара обучил более сотни студентов на протяжении своей жизни. Многие из них получили мэнкё кайдэн или звания сихана. Как минимум 20 лицензий можно найти в официальном списке наследников школы. Некоторые из них основали собственные ответвления от Касима Синдэн Дзикисинкагэ-рю. Самыми талантливым учеником Кэнкити Сакакибары является Ямада Дзирокити (яп. 山田 次朗, 9 января 1863 — 23 октября 1930), который основал линию Сэйто-ха (яп. 正統派), название которой переводится как «линия основной/традиционной системы/школы».
Менее известным учеником, но высококвалифицированным обладателем мэнкё кайдэн, является Мацудаира Ясутоси (яп. 松平康俊, род. в 1835 году, точная дата смерти неизвестна), который, как и Ямада Дзирокити, изучал более традиционные техники Дзикисинкагэ-рю. Его лучшим учеником был Макита Сигэкацу, молодой представитель семьи самураев из Хоккайдо. Его имя и школа Дзикисинкагэ-рю прославились на северном острове во времена японской гражданской войны в 1868 году. Помимо фехтования, Макита практиковал искусство кюдзюцу. Он был наследником титула сихан стиля Дзикисинкагэ-рю, но был вынужден вести безнадёжную борьбу против императора в революции. Каста самураев была расформирована, и Сигэкацу был вынужден скрываться. Позже он вернулся в Хоккайдо и открыл свой собственный додзё под названием Дзикисин Кан Додзё, который был популярен несмотря на запрет на ношение катаны в 1876 году.
После смерти Сигэкацу в селе Ацута был сооружён чёрный гранитный обелиск в его честь. Этот мемориал можно увидеть и сегодня. Семейная традиция была перенята внуком Макиты, Кимиёси Судзуки (яп. 公義 鈴木, род. в 1934 году). Помимо Дзикисинкагэ-рю, Кимиёси изучал Годзю-рю Каратэ.
Из менее известных практикантов Дзикисинкагэ-рю, обучавшихся под руководством Сакакибары и не достигших высокого уровня и, следовательно, не получивших право называться преемниками, самым известным является Сокаку Такэда, открывший широкой общественности традиции школы Дайто-рю.

## Характеристика
Стиль Дзикисинкагэ-рю имеет множество отличий в сравнении с современным кэндо. Особенно это проявляется в работе ног и дыхании.
Передвижения в школе называются унпо (яп. 运 法), что можно перевести как «закон», «правило» или «метод транспортировки / переноса / передвижения». В отличие от суриаси современного кэндо, в Дзикисинкагэ-рю ноги должны всегда прочно стоять на земле. Киай (яп. 気 合) заключается не только в крике, как и большинстве боевых искусств, но и в надлежащем состоянии сознания и правильных вдыхании и выдыхании. Особенно это выражено в технике глубокого дыхания, синхронизированного с дыханием партнёра, под названием Аум (яп. 唵), которое сопровождает большинство движений.
В каждом ката для практикантов отводится две роли: утидати (яп. 打 太 刀, «разящий, нападающий меч») и сидати (яп. 受 太 刀, «отражающий, работающий меч»). Некоторые части ката одинаковы для всех, такие как камиханэн (яп. 上 半 円) и симоханэн (яп. 下半円, также называется дзёханэн и гэханэн). Эти нетрадиционные вадза (яп. 技, «методы») являются характерной чертой школы Дзикисинкагэ-рю. Грубо говоря, фехтовальщик рисует полукруг (сверху или снизу) обеими руками: правая удерживает меч, левая — свободна. Движение заканчивается вытягиванием рук; меч направлен вверх, а указательный палец свободной руки смотрит вниз. Подобные движения можно рассматривать в качестве приветствия или формы медитации, и, как правило, выполняются в начале и в конце выполнения серии ката или субури (яп. 素振り).
Другим типичным для этого стиля методом является мородэ (яп. 両腕) — работа обеими руками, при которой утидати поднимает меч сидати на уровень дзёдан с последующим вторжением (утикоми) со стороны лезвия.
В Дзикисинкагэ-рю техники кэндзюцу прорабатываются как с одати, так и кодати (но по отдельности).

## Программа обучения

### Снаряжение
В древние времена техники кэндзюцу отрабатывались в плотном кимоно (кэйкога) с целью защиты тела от травм, хотя иногда этого было не достаточно. На сегодняшний день подобная практика гораздо менее травматична, поэтому стандартной одеждой для отработки техник фехтования является кэйкоги (яп. 稽古 着) и хакама (яп. 袴). Предпочтение отдаётся одежде, полностью выкрашенной в тёмно-синий или, если кто либо серьёзно отдаётся практике ками (яп. 神), белому цветам. Для того, чтобы не наступать на хакаму при движении в низкой стойке, перед началом тренировки она немного поднимается путём аккуратного складывания левых и правых внешних складок под ремень, который обвязан вокруг талии. При необходимости допускается ношение таби.
При тренировках вне додзё используются дзико-таби (яп. 地下足袋). Утидати всегда стоит напротив солнца, из-за чего он зачастую ослеплён, однако надевать солнцезащитные очки или шляпы запрещено (кроме случая, когда стоит холодная погода). При коротких волосах, редких бровях либо в очень жаркую погоду допускается ношение тэнугуи (яп. 手拭い) или хатимаки (яп. 鉢巻) с целью предотвратить попадание пота в глаза или для удержания длинных волос.
Во время тренировок запрещено надевать украшения и тому подобное, как это принято во многих боевых искусствах. Подобное правило существует для предотвращения нанесения травм как себе, так и партнеру.
Некоторые практиканты надевают айкидоги (яп. 合気道着) или каратэги (яп. 空手着). В некоторых группах начинающие носят белый оби (яп. 帯) (пояс), практиканты среднего уровня — синий и коричневый, продвинутые — чёрный. Всё остальные занимаются в хакаме без пояса.

### Кихон
Базовые техники школы Касима Синдэн Дзикисинкагэ-рю представлены ниже:
| Категория                             | Основные техники | Другие техники |
| ------------------------------------- | --- | --- |
| Тэ но ути (яп. 手の内, «захваты»)     | | |
| Камаэ (яп. 構, «стойки»)              | - Гэдан но камаэ (яп. 下段の構); - Дзёдан но камаэ (яп. 上段の構); - Тюдан но камаэ (яп. 中段の構) / Сэйган но камаэ; - Хассо но камаэ (яп. 八相の構). | - Гьяку хассо; - Ваки гамаэ (яп. 脇構); - Ирими сэйган (яп. 脇構); - Нио дати; - Тёкурицу сэйган; - Тёкурицу дзёдан; - Тёкурицу гэдан; - Тёкурицу хассо; - Тёкурицу ; - другие… |
| Аси сабаки (яп. 足捌き, «работа ног») | - Унпо. | - Окури аси; - Аюми аси; - Цуги аси (миги, хидари); - Сороэ аси; - Фумикоми аси (миги, хидари); - Хираки аси (сёмэн, нанамэ, сороэ, …); - Коса аси; - Кирикаэси; - другие…      |
| Сэмэ вадза («атака»)                  | - Сёмэн; - Ёкомэн; - Догири; - Цуки (яп. 突き) - Котэ; - Кэсакири; - Кириагэ; - Цубамагаэси; - Асикири.                                                | - Тай-атари; - Аси бараи; - Атэми (яп. 当て身) (сэйкэн цуки, уракэн ути, …); - Кэри (маваси гэри, маэ гери, …); - Нагэ (котэгаэси, …); - другие…                                |
| Укэ-вадза («защита»)                  | - Нагаси укэ; - Суриагэ; - Асидомэ; - Отоси укэ; - Хараи укэ; - Каэси укэ.                                                                             | - Маки отоси; - Син но укэ; - Нуки; - Осаэ укэ; - другие… |
| Киай                                  | - А; - Умм. | |

### Ката
Следующие пять классических или канонических ката являются единственными практикующимися в Японии на сегодняшний день и были созданы именно в таком порядке по времена Ямады Хэйдзаэмона Иппусаи (конец XVII века). Ката в книге Ямады имеют приставку но бу (яп. 之部) вместо но ката, что означает «раздел». Ученики Кимиёси Судзуки в Синбукан также практикуют эти классические ката, а также собственные, построенные на основе традиционных.

#### Ходзё но ката
Ходзё-но ката (яп. 法定之形) является первой классической ката стиля Дзикисинкагэ-рю. Её название может быть переведено как «законы, правила или методы, которые являются окончательными, решающими или фундаментальными» или, проще говоря, «фундаментальные принципы», то есть основы. И сидати и утидати обычно используют деревянные мечи — боккэн или бокуто, хотя реальные мечи, синкэн (яп. 真剣), также возможны.
| Этап                            | Наименование                                | Коан                                                              | Темп        | Период жизни | Время дня     | Температура |
| ------------------------------- | ------------------------------------------- | ----------------------------------------------------------------- | ----------- | ------------ | ------------- | ----------- |
| Иппонмэ (яп. 一本目, 1-й этап)  | Хару но тати (яп. 春の太刀, «весенний меч») | Хассо Хаппа (яп. 八相発破, «взрывная мощь в восьми направлениях») | ускоренный  | детство      | утро          | тепло       |
| Нихонмэ (яп. 二本目, 2-й этап)  | Нацу но тати (яп. 夏の太刀, «летний меч»)   | Итто рёдан (яп. 一刀両断, «один меч, два пореза»)                 | быстрый     | юность       | после полудня | жара        |
| Санбонмэ (яп. 三本目, 3-й этап) | Аки но тати (яп. 秋の太刀, «осенний меч»)   | Утэн сатэн (яп. 右転左転, «правый поворот, левый поворот»)        | замедленный | зрелость     | вечер         | прохлада    |
| Ёнхонмэ (яп. 四本目, 4-й этап)  | Фую но тати (яп. 冬の太刀, «зимний меч»)    | Тётан итими (яп. 長短一身, «длинный-короткий однотельный»)        | медленный   | старость     | ночь          | холод       |

#### То но ката
Фукуро Синай но ката (яп. 韜之形) или То но ката является второй ката стиля Дзикисинкагэ-рю. Кандзи 韜 очень редок и стар, поэтому его можно читать как «то», подразумевая «фукуро» (яп. 袋).
То но ката состоит из четырнадцати этапов, разделенных на шесть групп. Каждый этап имеет около четырёх движений. Данное ката характеризуется очень быстрым темпом выполнения техник. И утидати и сидати используют Фукуро синай (яп. 袋 竹刀), что объясняет происхождение названия.
| Этап                                  | Наименование                                                                    |
| ------------------------------------- | ------------------------------------------------------------------------------- |
| Иппонмэ (яп. 一本目, 1-й этап)        | Рюби хидари (яп. 龍尾 左, «хвост дракона», левостороннее исполнение)            |
| Нихонмэ (яп. 二本目, 2-й этап)        | Рюби миги (яп. 龍尾 右, «хвост дракона», правостороннее исполнение)             |
| Санбонмэ (яп. 三本目, 3-й этап)       | Мэнкагэ хидари (яп. 面影 左, «лицо», левостороннее исполнение)                  |
| Ёнхонмэ (яп. 四本目, 4-й этап)        | Мэнкагэ миги (яп. 面影 右, «лицо», правостороннее исполнение)                   |
| Гохонмэ (яп. 五本目, 5-й этап)        | Тэппа (яп. 鉄破, «разрыв металла»)                                              |
| Роппонмэ (яп. 六本目, 6-й этап)       | Тэппа (яп. 鉄破, «разрыв металла»)                                              |
| Нахахонмэ (яп. 七本目, 7-й этап)      | Тэппа (яп. 鉄破, «разрыв металла»)                                              |
| Хатихонмэ (яп. 八本目, 8-й этап)      | Тэппа (яп. 鉄破, «разрыв металла»)                                              |
| Кюхонмэ (яп. 九本目, 9-й этап)        | Мацукадзэ хидари (яп. 松風 左, «звук ветра в соснах», левостороннее исполнение) |
| Дзюппонмэ (яп. 十本目, 10-й этап)     | Мацукадзэ миги (яп. 松風 右, «звук ветра в соснах», правостороннее исполнение)  |
| Дзюиппонмэ (яп. 十一本目, 11-й этап)  | Хаяфунэ Хидари (яп. 早船 左, «раннее судно», левостороннее исполнение)          |
| Дзюнихонмэ (яп. 十二本目, 12-й этап)  | Хаяфунэ миги (яп. 早船 右, «раннее судно», правостороннее исполнение)           |
| Дзюсанбонмэ (яп. 十三本目, 13-й этап) | Кёку-сяку (яп. 曲尺, «брусок плотника»)                                         |
| Дзюёнхонмэ (яп. 十四本目, 14-й этап)  | Энрэн (яп. 圓連, «захват круга»)                                                |

#### Кодати но ката
Третья ката Дзикисинкагэ-рю — Кодати но ката (яп. 小太刀之形). Она делится на 6 этапов. При её выполнении сидати использует большой и тяжёлый деревянный кодати, в то время как утидати работает со стандартным для кэндо бокуто или фукуро синаем. Три стадии этой ката сидати нападает, как бы «набрасывается» на утидати. Дзикисинкагэ-рю является уникальным стилем, поскольку кодати используется так, что обе руки удерживают меч за цуку.
| Этап                            | Наименование                                       |
| ------------------------------- | -------------------------------------------------- |
| Иппонмэ (яп. 一本目, 1-й этап)  | Хусэй (яп. 風勢)                                   |
| Нихонмэ (яп. 二本目, 2-й этап)  | Суйсэй (яп. 水勢)                                  |
| Санбонмэ (яп. 三本目, 3-й этап) | Кисакикаэси (яп. 切先返)                           |
| Ёнхонмэ (яп. 四本目, 4-й этап)  | Цуба-тори (яп. 鍔取) / Тякин-фукуса (яп. 茶巾袱紗) |
| Гохонмэ (яп. 五本目, 5-й этап)  | Топпи-охи (яп. 突非押非)                           |
| Роппонмэ (яп. 六本目, 6-й этап) | Энкай (яп. 圓快)                                   |

#### Хабики но ката
Четвёртая ката называется Хабики но ката (яп. 刃挽之形) или Корю (яп. 古流). Она представляет собой смесь концепций из Ходзё но ката и Фукуро Синай но ката. При её выполнении и сидати и утидати используют хабики (меч с незаточенной кромкой). В некоторые моменты при практике этой ката оба практиканта заканчивают её выполнение стоя на одной ноге после нанесения режущего удара. В Хабики но ката присутствуют четыре формы, которые являются древней формой Ходзё но ката.
| Этап                            | Наименование               |
| ------------------------------- | -------------------------- |
| Иппонмэ (яп. 一本目, 1-й этап)  | Хассо хаппа (яп. 八相発破) |
| Нихонмэ (яп. 二本目, 2-й этап)  | Итто рёдан (яп. 一刀両断)  |
| Санбонмэ (яп. 三本目, 3-й этап) | Утэн сатэн (яп. 右転左転)  |
| Ёнхонмэ (яп. 四本目, 4-й этап)  | Тётан итими (яп. 長短一)   |

#### Марубаси но ката
Марубаси но ката (яп. 丸橋之形) является наиболее продвинутой и сложной ката школы Дзикисинкагэ-рю, так как она фокусируется на техниках киай и едва различимых движениях. Стороннему наблюдателю может показаться, что практиканты вообще ничего не делают. Сидати использует кодати, утидати — одати: оба используют синкэн.
До XX века данная ката являлась секретной. Неизвестно, когда покровы тайны были сорваны, однако Марубаси но ката, как и другие пять форм, описаны текстом и фотографиями в книге Ямады Дзирокити, которая была опубликована в начале XX века (1927 год).
| Этап                            | Наименование                                         |
| ------------------------------- | ---------------------------------------------------- |
| Иппонмэ (яп. 一本目, 1-й этап)  | Хассокэн (яп. 八相剣 «меч восьми направлений»)       |
| Нихонмэ (яп. 二本目, 2-й этап)  | Тэйкэн (яп. 提剣 «переносящий / поддерживающий меч») |
| Санбонмэ (яп. 三本目, 3-й этап) | Суйсякэн (яп. 水車剣 «меч водяное колесо»)           |
| Ёнхонмэ (яп. 四本目, 4-й этап)  | Энкайкэн (яп. 圓快剣 «спокойный меч»)                |
| Гохонмэ (яп. 五本目, 5-й этап)  | Марубасикэн (яп. 圓橋剣 «круговой меч»)              |

## Система рангов
В Сэйто-ха (основная линия, признанная храмом Касима) используются следующие типы лицензий:
| Ранг                     | Уровень               | Требования |
| ------------------------ | --------------------- | --- |
| Сёмокуроку (яп. 初目録)  | -                     | Ученик должен показать свой уровень владения Ходзё но ката                                                        |
| Дзёмокуроку (яп. 助目録) | -                     | Ученик должен показать свой уровень владения То но ката                                                           |
| Рэйкэндэн                | -                     | Ученик должен показать свой уровень владения Кодати но ката                                                       |
| Кюри-но-маки             | Кёси (яп. 教師)       | Ученик должен показать глубокое понимание природы Дзикисинкагэ-рю и показать свой уровень владения Хабики но ката |
| Гокуи                    | Сихандаи (яп. 師範弟) | Ученик должен понимать Марубаси но ката                                                                           |
| Мэнкё                    | Сихан (яп. 師範)      | Ученик полностью освоил систему                                                                                   |

В Синбукан принята следующая классификация рангов:
| Ранг  | Пояс | Цвет       | Титул    | Тип                  |
| ----- | ---- | ---------- | -------- | -------------------- |
| 3 кю  |      | белый      | -        | муданся (яп. 無段者) |
| 2 кю  |      | синий      | -        | муданся              |
| 1 кю  |      | коричневый | рэйкэн   | муданся              |
| 1 дан |      | чёрный     | киригами | юданся (яп. 有段者)  |
| 2 дан |      | чёрный     | мокуроку | юданся               |
| 3 дан |      | чёрный     | мэнкё    | юданся               |

Наиболее высоким рангом среди учеников Кимиёси Судзуки является 2-й дан (чёрный пояс, мокуроку). Экзамен на получение нового пояса проводится один раз в год в тренировочном лагере летом. Человек может сдавать только один экзамен в год.
В некоторых группах хакама могут носить только те, кто успешно сдал экзамен на 1-й дан. В основном это делается из практических соображений: 1) учитель может наблюдать за тем, как студент позиционирует свои ноги и ступни; 2) учитель и учащиеся сразу видят, кого просить о помощи.

## Генеалогия
Список представителей школы за более чем 5 столетий представлен в таблице ниже:
| Основатель | Касима Син(кагэ)-рю   | Мацумото Бидзэн-но-ками (яп. 松本備前守, 1467 — 1524)                            | Мацумото Бидзэн-но-ками (яп. 松本備前守, 1467 — 1524)                            | Мацумото Бидзэн-но-ками (яп. 松本備前守, 1467 — 1524)                            | Мацумото Бидзэн-но-ками (яп. 松本備前守, 1467 — 1524)                            | Мацумото Бидзэн-но-ками (яп. 松本備前守, 1467 — 1524)                            |
| 2.         | Синкагэ-рю            | Камиидзуми Исэ-но-ками Нобуцуна (яп. 上泉伊勢守信綱, 1508 — 1577)                | Камиидзуми Исэ-но-ками Нобуцуна (яп. 上泉伊勢守信綱, 1508 — 1577)                | Камиидзуми Исэ-но-ками Нобуцуна (яп. 上泉伊勢守信綱, 1508 — 1577)                | Камиидзуми Исэ-но-ками Нобуцуна (яп. 上泉伊勢守信綱, 1508 — 1577)                | Камиидзуми Исэ-но-ками Нобуцуна (яп. 上泉伊勢守信綱, 1508 — 1577)                |
| 3.         | Синкагэ-рю            | Окуяма Кюкасай-но Кимисигэ (яп. 奥山休賀斎平公重, 1528 — 1602)                   | Окуяма Кюкасай-но Кимисигэ (яп. 奥山休賀斎平公重, 1528 — 1602)                   | Окуяма Кюкасай-но Кимисигэ (яп. 奥山休賀斎平公重, 1528 — 1602)                   | Окуяма Кюкасай-но Кимисигэ (яп. 奥山休賀斎平公重, 1528 — 1602)                   | Окуяма Кюкасай-но Кимисигэ (яп. 奥山休賀斎平公重, 1528 — 1602)                   |
| 4.         | Син Синкагэ-рю        | Огасавара Гэнсинсай Минамото-но Нагахару (яп. 小笠原源信斎源長冶, 1574 — 1644)   | Огасавара Гэнсинсай Минамото-но Нагахару (яп. 小笠原源信斎源長冶, 1574 — 1644)   | Огасавара Гэнсинсай Минамото-но Нагахару (яп. 小笠原源信斎源長冶, 1574 — 1644)   | Огасавара Гэнсинсай Минамото-но Нагахару (яп. 小笠原源信斎源長冶, 1574 — 1644)   | Огасавара Гэнсинсай Минамото-но Нагахару (яп. 小笠原源信斎源長冶, 1574 — 1644)   |
| 5.         | Синкагэ Дзикисин-рю   | Камия Дэнсинсай Садамицу (яп. 神谷伝心斎直光, 1582 — 1663)                       | Камия Дэнсинсай Садамицу (яп. 神谷伝心斎直光, 1582 — 1663)                       | Камия Дэнсинсай Садамицу (яп. 神谷伝心斎直光, 1582 — 1663)                       | Камия Дэнсинсай Садамицу (яп. 神谷伝心斎直光, 1582 — 1663)                       | Камия Дэнсинсай Садамицу (яп. 神谷伝心斎直光, 1582 — 1663)                       |
| 6.         | Дзикисин Сэйто-ити-рю | Такахаси Дандзёдзаэмон Сигэхару (яп. 高橋弾正左衛門重治, 1610 — 1690)            | Такахаси Дандзёдзаэмон Сигэхару (яп. 高橋弾正左衛門重治, 1610 — 1690)            | Такахаси Дандзёдзаэмон Сигэхару (яп. 高橋弾正左衛門重治, 1610 — 1690)            | Такахаси Дандзёдзаэмон Сигэхару (яп. 高橋弾正左衛門重治, 1610 — 1690)            | Такахаси Дандзёдзаэмон Сигэхару (яп. 高橋弾正左衛門重治, 1610 — 1690)            |
| 7.         | Дзикисинкагэ-рю       | Ямада Хэидзаэмон Мицунори (Иппусай) (яп. 山田平左衛門光徳 (一風斎), 1638 — 1718) | Ямада Хэидзаэмон Мицунори (Иппусай) (яп. 山田平左衛門光徳 (一風斎), 1638 — 1718) | Ямада Хэидзаэмон Мицунори (Иппусай) (яп. 山田平左衛門光徳 (一風斎), 1638 — 1718) | Ямада Хэидзаэмон Мицунори (Иппусай) (яп. 山田平左衛門光徳 (一風斎), 1638 — 1718) | Ямада Хэидзаэмон Мицунори (Иппусай) (яп. 山田平左衛門光徳 (一風斎), 1638 — 1718) |
| 8.         | Дзикисинкагэ-рю       | Наганума Кунисато Сиродзаэмон (яп. 長沼四郎左衛門国郷, 1688 — 1767)              | Наганума Кунисато Сиродзаэмон (яп. 長沼四郎左衛門国郷, 1688 — 1767)              | Наганума Кунисато Сиродзаэмон (яп. 長沼四郎左衛門国郷, 1688 — 1767)              | Наганума Кунисато Сиродзаэмон (яп. 長沼四郎左衛門国郷, 1688 — 1767)              | Наганума Кунисато Сиродзаэмон (яп. 長沼四郎左衛門国郷, 1688 — 1767)              |
| 9.         | Дзикисинкагэ-рю       | Наганума Сиродзаэмон Фудзивара-но Ёрихито (яп. 長沼活然斎藤原綱郷, 1702 — 1772)  | Наганума Сиродзаэмон Фудзивара-но Ёрихито (яп. 長沼活然斎藤原綱郷, 1702 — 1772)  | Наганума Сиродзаэмон Фудзивара-но Ёрихито (яп. 長沼活然斎藤原綱郷, 1702 — 1772)  | Наганума Сиродзаэмон Фудзивара-но Ёрихито (яп. 長沼活然斎藤原綱郷, 1702 — 1772)  | Наганума Сиродзаэмон Фудзивара-но Ёрихито (яп. 長沼活然斎藤原綱郷, 1702 — 1772)  |
| 10.        | Дзикисинкагэ-рю       | Ясиро Уэмон Фудзивара-но Ёрихито (яп. 藤川彌司郎右衛門尉藤原近義, 1726 — 1798)   | Ясиро Уэмон Фудзивара-но Ёрихито (яп. 藤川彌司郎右衛門尉藤原近義, 1726 — 1798)   | Ясиро Уэмон Фудзивара-но Ёрихито (яп. 藤川彌司郎右衛門尉藤原近義, 1726 — 1798)   | Ясиро Уэмон Фудзивара-но Ёрихито (яп. 藤川彌司郎右衛門尉藤原近義, 1726 — 1798)   | Ясиро Уэмон Фудзивара-но Ёрихито (яп. 藤川彌司郎右衛門尉藤原近義, 1726 — 1798)   |
| 11.        | Дзикисинкагэ-рю       | Акаиси Тикаёси (яп. 赤石近義, 1749 — 1825)                                       | Акаиси Тикаёси (яп. 赤石近義, 1749 — 1825)                                       | Акаиси Тикаёси (яп. 赤石近義, 1749 — 1825)                                       | Акаиси Тикаёси (яп. 赤石近義, 1749 — 1825)                                       | Акаиси Тикаёси (яп. 赤石近義, 1749 — 1825)                                       |
| 12.        | Дзикисинкагэ-рю       | Данно Гэнносин Ёситака (яп. 團野源之進義高, 1849 — 1849)                         | Данно Гэнносин Ёситака (яп. 團野源之進義高, 1849 — 1849)                         | Данно Гэнносин Ёситака (яп. 團野源之進義高, 1849 — 1849)                         | Данно Гэнносин Ёситака (яп. 團野源之進義高, 1849 — 1849)                         | Данно Гэнносин Ёситака (яп. 團野源之進義高, 1849 — 1849)                         |
| 13.        | Дзикисинкагэ-рю       | Одани Симоса-но-ками Нобутомо (яп. 男谷下總守信友, 1798 — 1864)                  | Одани Симоса-но-ками Нобутомо (яп. 男谷下總守信友, 1798 — 1864)                  | Одани Симоса-но-ками Нобутомо (яп. 男谷下總守信友, 1798 — 1864)                  | Одани Симоса-но-ками Нобутомо (яп. 男谷下總守信友, 1798 — 1864)                  | Одани Симоса-но-ками Нобутомо (яп. 男谷下總守信友, 1798 — 1864)                  |
| 14.        | Дзикисинкагэ-рю       | Сакакибара Кэнкити (яп. 榊原鍵吉, 1830 — 1894)                                   | Сакакибара Кэнкити (яп. 榊原鍵吉, 1830 — 1894)                                   | Сакакибара Кэнкити (яп. 榊原鍵吉, 1830 — 1894)                                   | Сакакибара Кэнкити (яп. 榊原鍵吉, 1830 — 1894)                                   | Сакакибара Кэнкити (яп. 榊原鍵吉, 1830 — 1894)                                   |
| 15.        | Дзикисинкагэ-рю       | Ямада Дзирокити (яп. 山田 次朗吉) 1863 — 1930                                    | Ямада Дзирокити (яп. 山田 次朗吉) 1863 — 1930                                    | Ямада Дзирокити (яп. 山田 次朗吉) 1863 — 1930                                    | Номи Тэйдзиро (яп. 野見錠次郎)                                                   | Мацудайру Ясутоси (яп. 松平) 1835 — 1880                                         |
| 16.        | Дзикисинкагэ-рю       | Кавасима Такаси (яп. 川島 堯)                                                    | -                                                                                | Омори Согэн (яп. 大森 曹玄) 1904 — 1994                                          | Номи Хамао (яп. 野見 濱尾)                                                       | Макита Сигэкацу (яп. 牧田 重勝) 1849 — 1914                                      |
| 17.        | Дзикисинкагэ-рю       | Ониси Хидэтака (яп. 大西英隆) 1906 — 1966                                        | Ониси Хидэтака (яп. 大西英隆) 1906 — 1966                                        | Тэраяма Кацудзё (яп. 寺山 かつ上) 1938 — 2007                                    | Исигаки Ясудзо (яп. 石垣安造)                                                    | Судзуки Кимиёси (яп. 鈴木公宜) род. в 1934 году                                  |
| 18.        | Дзикисинкагэ-рю       | Намики Ясуси (яп. 並木靖) 1926 — 1999                                            | 17-й глава: Хаякава Коити (яп. 早川幸市) 1-й лидер Хякурэн Кай                   | ?                                                                                | -                                                                                | -                                                                                |
| 19.        | Дзикисинкагэ-рю       | Ито Масаюки (яп. 伊藤雅之) 1930 — 2001                                           | 18-й глава: Иваса Масару (яп. 岩佐勝) род. в 1945 году 2-й лидер Хякурэн Кай     | -                                                                                | -                                                                                | -                                                                                |
| 20.        | Дзикисинкагэ-рю       | Ёсида Хидзимэ (яп. 吉田基) род. в 1945 году                                      | -                                                                                | -                                                                                | -                                                                                | -                                                                                |
| Поколение  | Название рю           | Сэйто-ха                                                                         | Хякурэн Кай                                                                      | Дайхондзан Тёдзэн-дзи                                                            | Номи-ха                                                                          | Синбукан                                                                         |

## Современная практика
Традиции школы Касима Синдэн Дзикисинкагэ-рю практикуются в следующих странах и организациях:
| континент        | страна               | город              | ката                         | филиал                              |
| ---------------- | -------------------- | ------------------ | ---------------------------- | ----------------------------------- |
| Азия             | Япония               | Токио              | Все классические ката        | Ёсида Хидзимэ                       |
| Азия             | Япония               | Кобе               | Все классические ката        |                                     |
| Азия             | Япония               | Иокогама           | Все классические ката        |                                     |
| Европа           | Чехия                | Прага              | Ходзё но ката                | Намики Ясуси и Масатоми Икэда       |
| Европа           | Германия             | Берлин             | Классические и Синбукан ката | Мацудайра Ясутоси и Судзуки Кимиёси |
| Европа           | Германия             | Рёблинген-ам-Зе    | Классические и Синбукан ката | Мацудайра Ясутоси и Судзуки Кимиёси |
| Европа           | Германия             | Ройтлинген         | Классические и Синбукан ката | Мацудайра Ясутоси и Судзуки Кимиёси |
| Европа           | Венгрия              | Будапешт           | Классические и Синбукан ката | Мацудайра Ясутоси и Судзуки Кимиёси |
| Европа           | Венгрия              | Гёдёллё            | Классические и Синбукан ката | Мацудайра Ясутоси и Судзуки Кимиёси |
| Европа           | Венгрия              | Печ                | Классические и Синбукан ката | Мацудайра Ясутоси и Судзуки Кимиёси |
| Европа           | Венгрия              | Дунакеси           | Классические и Синбукан ката | Мацудайра Ясутоси и Судзуки Кимиёси |
| Европа           | Венгрия              | Кечкемет           | Классические и Синбукан ката | Мацудайра Ясутоси и Судзуки Кимиёси |
| Европа           | Италия               | Турин              | Ходзё но ката, То но ката    | Намики Ясуси и Хидэки Хосокава      |
| Европа           | Италия               | Империя            | Ходзё но ката                | Намики Ясуси и Хидэки Хосокава      |
| Европа           | Италия               | Специя             | Ходзё но ката                | Намики Ясуси и Хидэки Хосокава      |
| Европа           | Республика Македония | Скопье             | Ходзё но ката                | Намики Ясуси и Масатоми Икэда       |
| Европа           | Нидерланды           | Утрехт             | Ходзё но ката, То но ката    | Намики Ясуси и Масатоми Икэда       |
| Европа           | Нидерланды           | Амстердам          | Ходзё но ката                | Намики Ясуси и Хидэки Хосокава      |
| Европа           | Сербия               | Белград            | Ходзё но ката                | Намики Ясуси и Масатоми Икэда       |
| Европа           | Сербия               | Нови-Сад           | Ходзё но ката                | Намики Ясуси и Масатоми Икэда       |
| Европа           | Сербия               | Вршац              | Ходзё но ката                | Намики Ясуси и Масатоми Икэда       |
| Европа           | Сербия               | Ниш                | Ходзё но ката                | Намики Ясуси и Масатоми Икэда       |
| Европа           | Словакия             | Середь             | Классические и Синбукан ката | Мацудайра Ясутоси и Судзуки Кимиёси |
| Европа           | Словакия             | Братислава         | Ходзё но ката                | Намики Ясуси и Масатоми Икэда       |
| Европа           | Швейцария            | Арау               | Ходзё но ката                | Намики Ясуси и Масатоми Икэда       |
| Европа           | Швейцария            | Базель             | Ходзё но ката                | Намики Ясуси и Масатоми Икэда       |
| Европа           | Швейцария            | Ла-Шо-де-Фон       | Ходзё но ката                | Намики Ясуси и Масатоми Икэда       |
| Европа           | Швейцария            | Невшатель          | Ходзё но ката, то но ката    | Намики Ясуси и Масатоми Икэда       |
| Европа           | Швейцария            | Цюрих              | Ходзё но ката                | Намики Ясуси и Масатоми Икэда       |
| Европа           | Швейцария            | Винтертур          | Ходзё но ката                | Намики Ясуси и Масатоми Икэда       |
| Северная Америка | США                  | Роквилл (Мэриленд) | Классические ката            | Намики Ясуси                        |
| Северная Америка | США                  | Чикаго, Иллинойс   | Ходзё но ката                | Омори Согэн                         |
| Северная Америка | США                  | Гонолулу, Гавайи   | Ходзё но ката                | Омори Согэн                         |
| континент        | страна               | город              | ката                         | филиал                              |